# Giulietta Masina
Giulietta Masina, nome completo Giulia Anna Masina (San Giorgio di Piano, 22 de fevereiro de 1921 — Roma, 23 de março de 1994) foi uma atriz de cinema italiana e esposa do cineasta Federico Fellini.

## Biografìa
Filha do violinista e professor de música Gaetano Masina e da maestrina Angela Flavia Pasqualin, passou boa parte de sua adolescência em Roma com uma tia viúva. Graduou-se em Letras e Filosofia na Universidade de Roma e durante os estudos cultivou a paixão pela atuação: desde a temporada 1941 - 1942 participou em vários espetáculos de prosa, dança e música no teatro universitário.
Em 30 de outubro de 1943 casa-se com Federico Fellini, com quem estabelece uma intensa parceria artística e afetiva, das mais importantes do cenário artístico italiano.
Em 1946 estréia no cinema, com um brevíssimo papel na obra prima de Roberto Rossellini Paisà. Dois anos mais tarde, obtém o primeiro importante papel no filme Senza pietà de Alberto Lattuada.
Todavia, é com seu marido que a atriz alcança a fama internacional com o papel de Gelsomina no filme La strada (1954). Em 1957 alcançou o ápice de sua carreira interpretando Cabiria no filme Le notti di Cabiria, que lhe valeu o prêmio de Melhor Atriz no Festival de Cannes.

## Filmografìa
- Paisà, dirigido por Roberto Rossellini (1946)
- Senza pietà, dirigido por Alberto Lattuada (1948)
- Luci del varietà, dirigido por Alberto Lattuada e Federico Fellini (1950)
- Persiane chiuse, dirigido por Luigi Comencini (1951)
- Sette ore di guai, dirigido por Vittorio Metz e Marcello Marchesi (1951)
- Cameriera bella presenza offresi..., dirigido por Giorgio Pàstina (1951)
- Wanda la peccatrice, dirigido por Duilio Coletti (1952)
- Il romanzo della mia vita (Luciano Tajoli), dirigido por Lionello De Felice (1952)
- Lo sceicco bianco, dirigido por Federico Fellini (1952)
- Europa '51, dirigido por Roberto Rossellini (1952)
- Ai margini della metropoli, dirigido por Carlo Lizzani (1953)
- Via Padova 46 (Lo scocciatore), dirigido por Giorgio Bianchi (1953)
- Donne proibite, dirigido por Giuseppe Amato (1954)
- Cento anni d'amore (episódio Purificazione), dirigido por Lionello De Felice (1954)
- La strada, dirigido por Federico Fellini (1954)
- Buonanotte... avvocato!, dirigido por Giorgio Bianchi (1955)
- Il bidone, dirigido por Federico Fellini (1955)
- Le notti di Cabiria, dirigido por Federico Fellini (1957)
- Fortunella, dirigido por Eduardo De Filippo (1958)
- Nella città l'inferno, dirigido por Renato Castellani (1959)
- La donna dell'altro (Jons und Erdme), dirigido por Victor Vicas (1959)
- La gran vita (Das kunstseidene mädchen), dirigido por Julien Duvivier (1960)
- Giulietta degli spiriti, dirigido por Federico Fellini (1965)
- Scusi, lei è favorevole o contrario?, dirigido por Alberto Sordi (1966)
- Non stuzzicate la zanzara, dirigido por Lina Wertmüller (1967)
- La pazza di Chaillot (The madwoman of Chaillot), dirigido por Bruce Forbes (1969)
- Ginger e Fred, dirigido por Federico Fellini (1985)
- Sogni e bisogni, dirigido por Sergio Citti (1985)
- La signora della neve (Frau Holle), dirigido por Jurai Jakubisko (1986)
- Un giorno, forse... (Aujord'hui, peut-ětre…), dirigido por Jean-Louis Bertuccelli (1991)